# النادي الأهلي المصري موسم 2024–25
بدأ النادي الاهلي المصري موسمه هذا بداية محزنة قليلا لانه تعرض للهزيمة بركلات الترجيح في كأس السوبر الافريقي 2024 علي حساب غريمه التقليدي نادي الزمالك
ولكن هذه الهزبمة لم تكن كافية لايقاف المارد الاحمر عن تحقيق الالقاب لانه واجه نادي العين الاماراتي في بطولة كأس الانتركونتينتال فيفا 2024 وتغلب عليه بثلاثية نظيفة علي ستاد القاهرة الدولي وحصل علي كأس افريقيا-اسيا-المحيط الهادي ليأتي بعدها في مباراة كأس التحدي فيفا 2025 ليخسر مره اخري بركلات الترجيح بعد ان تقدم بثلاثة اهداف ليأتي الرد من لاعبي باتشوكا المكسيكي وينتصروا ب نتيجة (5-6)ويتأهلو الي النهائي لملاقاة بطل اوروبا ريال مدريد في نهائي كاس الانتركونتينتال فيفا 2024
بدت هذه الهزيمة بغضب كبير من جماهير المارد الاحمر الذي اثاروا علي اللاعبين ويأتي بعدها نهائي السوبر المصري مره اخري امام الغريم التقليدي لتأتي هذه المره كتيبة مارسيل كولر بالفوز ببطولة السوبر المصري ولم تنتهي الاحزان لجماهير المارد الاحمر فقد تعرضو لتعادل مخزي في الدقيقة الاخيرة من مباراتهم مع فريق صنداونز الجنوب الافريقي في بطولتهم المفضلة دوري ابطال افريقيا وتأهل الفريق الجنوب الافريقي للنهائي بعد التعادل مع الاهلي المصري وجاء التأهل بقاعدة احتساب الهدف بهدفين خارج الارض وبعد هذا التعادل المرير قرر مجلس ادارة النادي الاهلي بفسخ التعاقد مع المدرب السويسري مارسيل كولر بالتراضي وجاء بعده مدرب مؤقت وهو ابن من ابناء النادي المخلصين الكابتن عماد النحاس في انتظار منه انقاذ الموسم الصفري بالفوز ببطولة الدوري الممتاز للمره ال45 في تاريخ النادي والثالثه عالتوالي